# Sabine Kämper
Sabine Kämper (* 27. August 1962 in Leverkusen) ist eine deutsche Schauspielerin und Moderatorin.

## Leben
Sabine Kämper studierte an der Universität Köln die Fächer Musikwissenschaften, Germanistik und Phonetik, Abschluss Magister Artium. Nach einem Volontariat arbeitete sie zunächst als Journalistin. Später wandte sie sich den darstellenden Künsten zu und wurde durch eine Ausbildung am Theater TAS unter Kaca Celan zur Schauspielerin, Entertainerin und Moderatorin. Neben Engagements im Fernsehen ist ihr Bühnenwirken an der Seite von Entertainer und Schauspieler Joseph Vicaire, bekannt aus dem Hamburger Schmidt Theater, zu nennen.
Als Mitbegründerin des Ensembles Die Li(e)derlichen sowie des Wohnzimmer-Theaters „Thelenhofer Stall“ machte sie ihre ersten Schritte im Bereich Trash und Comedy. Danach folgten Engagements an den Bühnen: Konradhaus (Koblenz), Artheater (Köln), Matchbox-Theater (Leverkusen), Würfelbühne (Hagen), Greene Entertainment (Nürnberg), Thriller (Saarbrücken) und weiteren. Dort wurde sie von Joseph Vicaire entdeckt und als einziges weibliches Mitglied in das Ensemble „Joseph Vicaire & Friends“ aufgenommen. In diesem Team bestreitet sie monatliche Abende unter anderem im KGB-Theater (Köln) unter dem Formatnamen: Moliendo Café.

## Wirken
Nach zahlreichen Rollen in Serien wie Post Mortem (RTL), Unter uns (RTL), Verbotene Liebe (ARD), liegt einer ihrer Schwerpunkte im Bereich Fernsehen im Genre Comedy. Sie war in Serien wie Der Comedy-Flüsterer (Kabel), Deutschland ist schön (Sat1), Drei, ein Viertel (Sat1) zu sehen und arbeitet an diversen Bühnen unter anderem mit Gerd Buurmann zusammen.
Mit dem Poptrio Arabesque, welches in den 1970er Jahren Erfolge feierte, hatte sie Auftritte im russischen Fernsehen, sowie Livekonzerte vor bis zu 20.000 Zuschauern (Moskau Olympische Halle Dezember 2006).

## Auszeichnungen
- Kurt Lorenz Preis 2006 für Matchbox-Theater Ensemble[1]
- Animago Award 2006 für D.I.M. (Ricke Brothers)[2]
- Goldene Rose von Luzern/Rose DÓr 2006 für Alex FM[3]
- „Kapitalistenschwein der Woche“ der Kunst Gegen Bares im Severins-Burg-Theater, Köln (31. März 2008)[4]